# Brook Steppe
Michael Holbrook Steppe, detto Brook (Chapel Hill, 7 novembre 1959), è un ex cestista e allenatore di pallacanestro statunitense, professionista nella NBA e in Francia.

## Carriera
Venne selezionato dai Kansas City Kings al primo giro del Draft NBA 1982 (17ª scelta assoluta).

## Palmarès
- All-CBA First Team (1989)
- Miglior marcatore CBA (1989)
- Miglior tiratore di liberi CBA (1993)